# 노르베르투 무라라 네투
노르베르투 무라라 네투(포르투갈어: Norberto Murara Neto, 1989년 7월 19일 ~ )는 보타포구에서 골키퍼로 뛰는 브라질의 축구 선수이다.

## 선수 경력

### 아틀레치쿠 파라나엔시
네투는 2010 브라질 세리 A 아틀레치쿠의 1군 골키퍼로서 선택되었다. 리그 첫 경기에서 퇴장을 당하고 나서, 두 경기 출장정지를 받았다. 그는 징계 이후 돌아와 10월까지 브라질 축구 국가대표팀에 소집되고 나서 몇 경기에 출전을 하지 못한 걸 제외하곤 모든 경기에 출전하였다.

### 피오렌티나
그는 2011년 1월 5일에 이탈리아 축구 클럽 피오렌티나와 계약협상을 시작하였고, 1월 8일에 계약을 맺었다.
그는 피오렌티나에서 공식 데뷔전을 2011년 12월 24일 피오렌티나가 2-1로 이긴 지역 라이벌 엠폴리와 코파 이탈리아 경기에서 치렀다.

## 수상 경력

### 국가 대표팀
브라질
- 올림픽 은메달 (1): 2012